# Abraham Brill

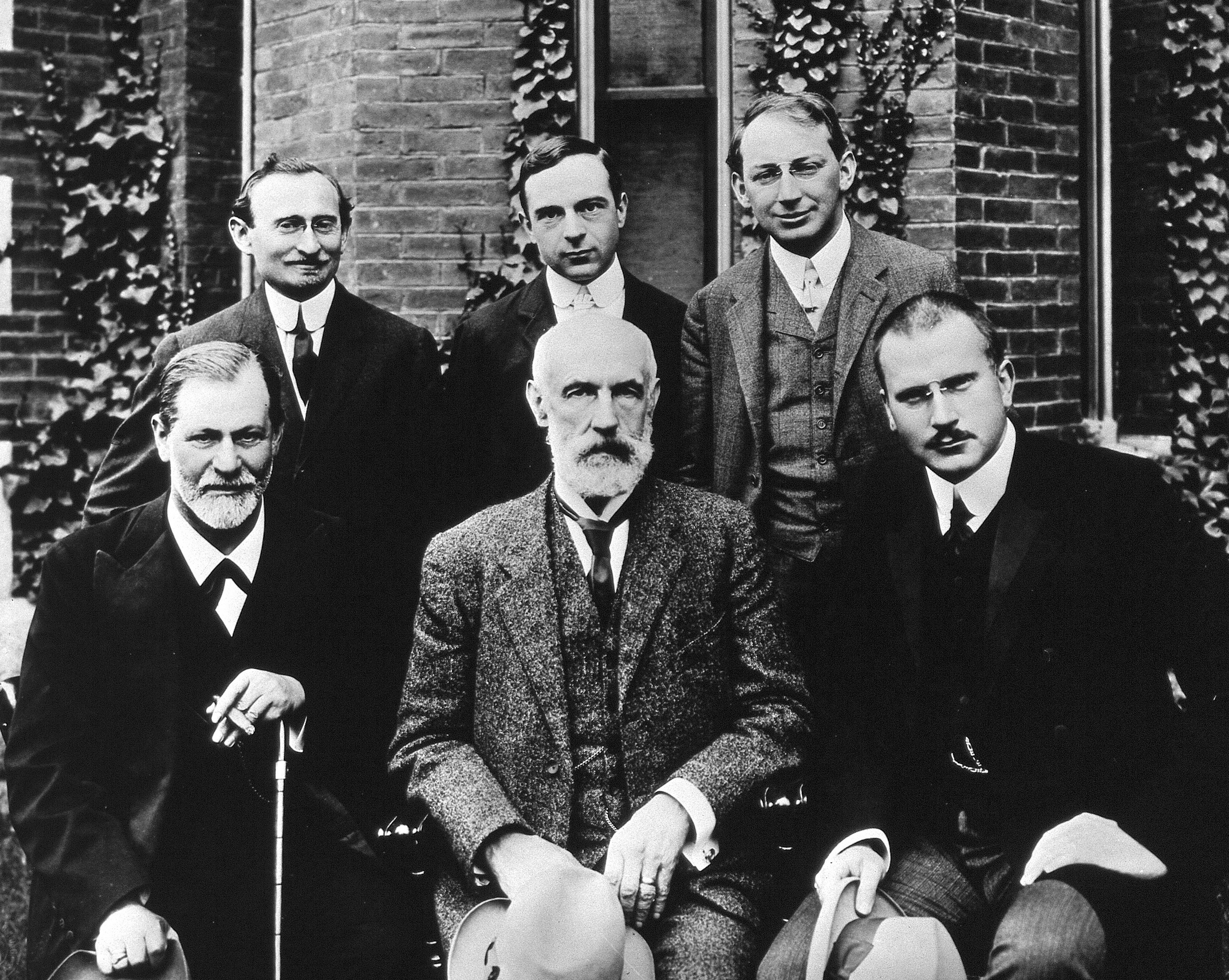
Brill z Freudem i Jungiem podczas ich gościnnych wykładów na Clark University w 1909 roku

Abraham Arden Brill (ur. jako Abraham Brüll 30 listopada 1872 w Kańczudze Polska zm. 2 marca 1948 w Nowym Jorku) – amerykański psychiatra i psychoanalityk. Tłumacz dzieł Freuda, jeden z założycieli New York Psychoanalytic Society.

## Życiorys
Syn Fajwela i Estery. Urodził się w Kańczudze Polska pod zaborem Austro-Węgierskim, w rodzinie ubogich Żydów; jego ojciec był oficerem w służbie Maksymiliana I. Większość źródeł podaje nieprawidłową datę urodzenia 12 października 1874.
W 1889 roku, bez rodziny i prawie bez pieniędzy, emigrował do Stanów Zjednoczonych. Dziesięć lat później został obywatelem amerykańskim. Utrzymując się z różnych zajęć – między innymi dawania lekcji języka i gry na mandolinie – ukończył studia na New York University w 1901 roku i otrzymał tytuł doktora medycyny na Columbia University w 1903. Następnie wyjechał do Europy, gdzie studiował początkowo w Paryżu, a potem, za radą Fredericka Petersona, także u Junga w Zurychu. Brill, Ernest Jones i Peterson odwiedzili Freuda w Wiedniu w maju 1908 roku.
Brill powrócił do Stanów w 1908 roku. Został lekarzem asystentem w Bellevue Hospital i pozostał na tej posadzie do 1911 roku. Związany był ponadto z Central Islip State Hosiptal, Vanderbilt Clinic, Beth Israel Hospital, Bronx Hospital i Post-Graduate Clinic. Był konsultantem Departamentów Więziennictwa i Policji Miasta Nowy Jork. Wykładał psychiatrię na New York University i psychoanalizę na Columbia University, praktykował też jako psychoanalityk.
Brill był jednym z pierwszych amerykańskich zwolenników psychoanalizy. Po utworzeniu American Psychoanalytic Association w 1911 roku miał zostać sekretarzem tej organizacji, jednak nie zgodził się i z kilkunastoma psychiatrami utworzył New York Psychoanalytic Society. Przetłumaczył większość dzieł Freuda i Junga, a także podręcznik psychiatrii Bleulera. Popularyzował psychiatrię i psychoanalizę wśród nielekarzy. W 1931 roku miał udział w utworzeniu New York Psychoanalytic Institute. W 1934 był pierwszym przewodniczącym sekcji psychoanalitycznej American Psychiatric Association.
Edward Bernays konsultował się z Brillem przed przeprowadzeniem kampanii reklamowej Lucky Strike’ów dla American Tobacco Company. Brill podsunął Bernaysowi pomysł promowania papierosów jako „pochodni wolności” i sygnału wyzwolenia kobiet spod męskiej dominacji, wykorzystany po raz pierwszy podczas wielkanocnej parady w Nowym Jorku.
W 1931 przedstawił referat w którym opisał osobowość Abrahama Lincolna z psychoanalitycznego punktu widzenia, co spowodowało głośny skandal.
21 maja 1908 roku ożenił się z lekarką Kitty Rose Owen (1877–1963). Mieli dwójkę dzieci: Edmunda i Gioię (po mężu Bernheim).

## Wybrane prace
- Psychoanalysis: Its Theories and Practical Application (1912) link
- Fundamental Conceptions of Psychoanalysis (1921)
- Freud’s Contribution to Psychiatry (1944)
- Lectures on Psychoanalytic Psychiatry (1946)
- Freud’s principles of psychoanalysis (Basic principles of psychoanalysis) With an introd. by Philip R. Lehrman (1949)

### Tłumaczenia
- Sigmund Freud: Three Contributions to the Theory of Sex. New York, 1910
- Sigmund Freud: Wit and Its Relation to the Unconscious. New York, 1916
- Sigmund Freud: Totem and Taboo. (New York: 1919)
- Sigmund Freud: The basic writings. New York: Modern Library, 1938
- Sigmund Freud: The interpretation of dreams. New York: Macmillan, 1939
- Eugen Bleuler: Textbook of Psychiatry. 1951